# Gradella
Gradella és una fracció de la comuna de Pandino, a la província de Cremona, regió de Llombardia, Itàlia, amb 250 habitants. La fracció era una municipalitat independent, tot i que a causa de la poca població, després de la Unificació italiana va ser absorbit, juntament amb la fracció de Nosadello, per Pandino.

## Personalitats gradelleses
- Egidio Miragoli, (1955) bisbe de Mondovì

## Monuments i museus
- Església de la Santíssima Trinitat i de Sant Bassiàn.